# Друмирецька Людмила Якимівна
Людмила Якимівна Друмирецька  (рос. Друмирецкая Людмила Акимовна) — радянська і українська художниця по гриму. Член Національної спілки кінематографістів України.

## Життєпис
Народилася 26 вересня 1938 р. в Одесі.
Закінчила Одеське кіноучилище.
Працює на Одеській кіностудії.

## Фільмографія
- «Місце зустрічі змінити не можна» (1979, знялася в епізоді)[3]

Гример:
- «Повість про чекіста» (1969, у співавт.)
- «Місце зустрічі змінити не можна» (1979, 1—2 с., у співавт.)[4]

Художник по гриму:
- «Анетта» (1966)
- «Увімкніть північне сяйво» (1972)
- «Подорож місіс Шелтон» (1974, т/ф)
- «Капітан Немо» (1975, т/ф, 3 с)
- «Свідоцтво про бідність» (1977)
- «Школа» (1980, т/ф, 3 с)
- «Рік активного сонця» (1982, реж. Н. Збандут)
- «Пригоди Петрова і Васєчкіна, звичайні й неймовірні» (1983)
- «Казки старого чарівника» (1984)
- «За два кроки від „Раю“» (1984)
- «Скарга» (1986)
- «Холодний березень» (1987)
- «Фанат» (1989)
- «Увага: Відьми!» (1990)
- «Любов. Смертельна гра...» (1991)
- «Повітряні пірати» (1992) та ін.